# Rec del Bassal Gran

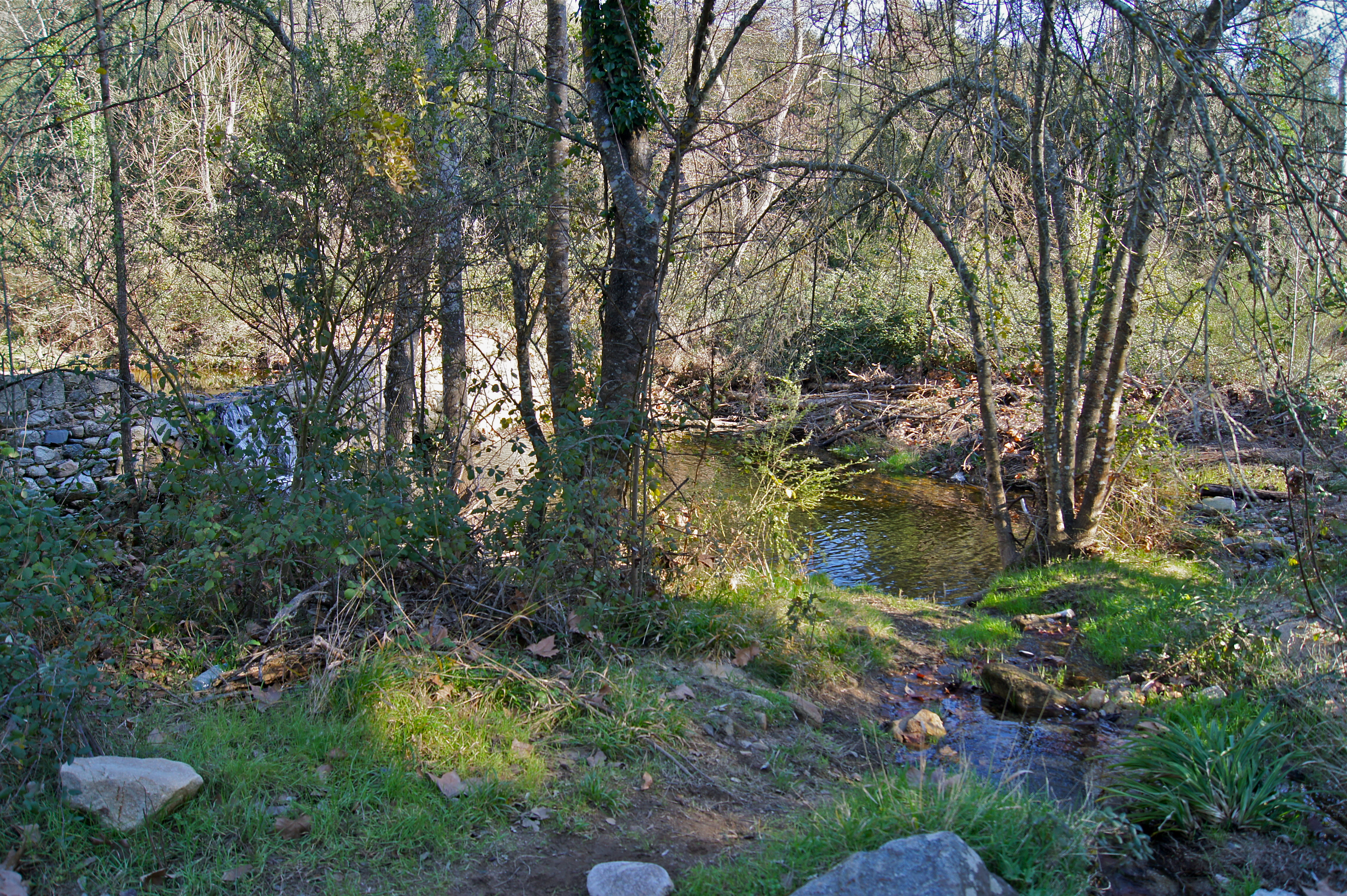
Un gual del Sender de l'Aigua a prop de l'aiguabarreig amb la Riera dels Molins

El Rec del Bassal Gran és un petit torrent de la conca de Calonge al Baix Empordà. Neix a una altitud de 130 m al vessant nord del Puig del Monjo i desemboca a 49 msnm a la riba dreta de la Riera dels Molins a prop del Molí Cremat.